# Ауле
Ауле (на английски: Aulë) е герой от фантастичната Средна земя на Джон Роналд Руел Толкин. Ауле е един от властелините валари като е трети по сила след Манве и Улмо.
Ауле (наричан Ковачът) отговаря за поддържането на металите и скалите на Арда. Той е валарът, който е създал Арда и ѝ е придал този външен вид. Именно той построява и измисля Владетелите на Запада. Той прави Ангаинор, оковите, с които е окован Мелкор, както и лодките на Слънцето и Луната. Негово дело са също и Светилниците на Арда.
Ауле дълго очаква чедата на Илуватар, но в крайна сметка тайно създава своя раса – джуджетата. Той създва Седмината праотци на джуджетата. Илуватар ги дарил с живот, след като се пробуждат елфите – неговата раса. Джуджетата се пробуждат на Средната земя, където биват поставени от Ауле до събуждането им.
След пробуждането на елфите нолдорите силно обикват Ауле, заради неговото майсторство. Те започват да се учат от него и станали изкусни ковачи. Най-добрия му ученик от нолдорите става Феанор, който именно от Ауле се научава как да направи Силмарилите.
Джуджетата наричат Ауле Махал.

## Родословието на Ауле
```
        
Илуватар

        |  | | |____________________________
        |  | |________________             |
     ___|  |___________     _|_______      |
     |     |          |     |       |      |
   
Ауле
 = 
Явана
   
Вана
 = 
Ороме
  
Неса
 = 
Тулкас
```